# Pühalepa kirik
Pühalepa kirik är en luthersk kyrka i Pühalepa i Estland. Den byggdes runt 1250. Kyrkan fick sitt nuvarande utseende 1874, då kyrktornet förnyades. Predikstolen är från 1636, och gjordes av Joachim Winter.